# دی کربوکسیل تریس (تری فنیل فسفین) روتنیوم(۰)
دی کربوکسیل تریس(تری فنیل فسفین)روتنیوم(۰) (به انگلیسی: Dicarbonyltris(triphenylphosphine)ruthenium(0)) با فرمول شیمیایی C56H45O2P3Ru یک ترکیب شیمیایی است. شکل ظاهری این ترکیب، جامد زرد کمرنگ است.